# Bildstock an der Armsündersteige

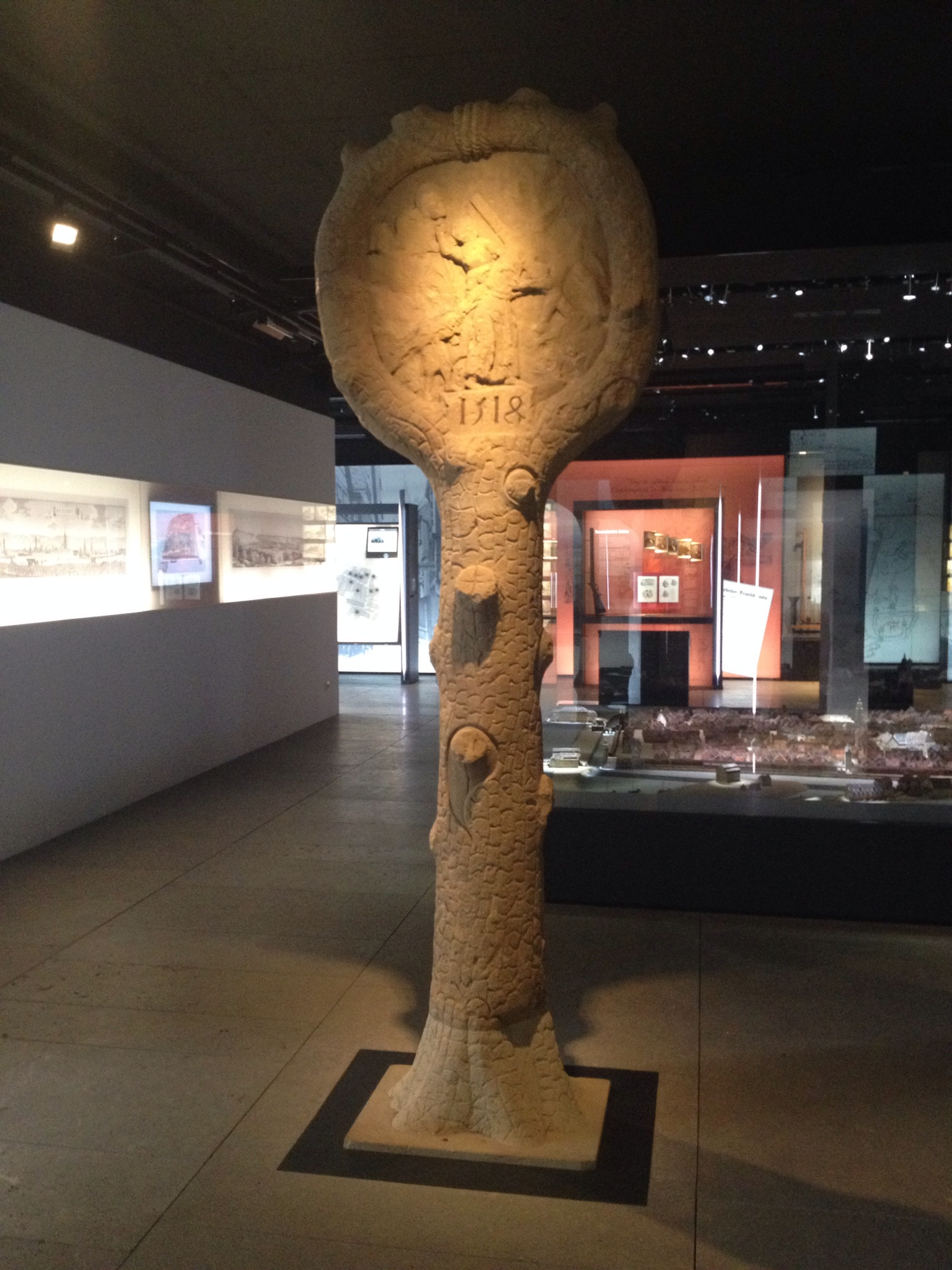
Originaler Bildstock von der Armsündersteige im Haus der Stadtgeschichte in Heilbronn

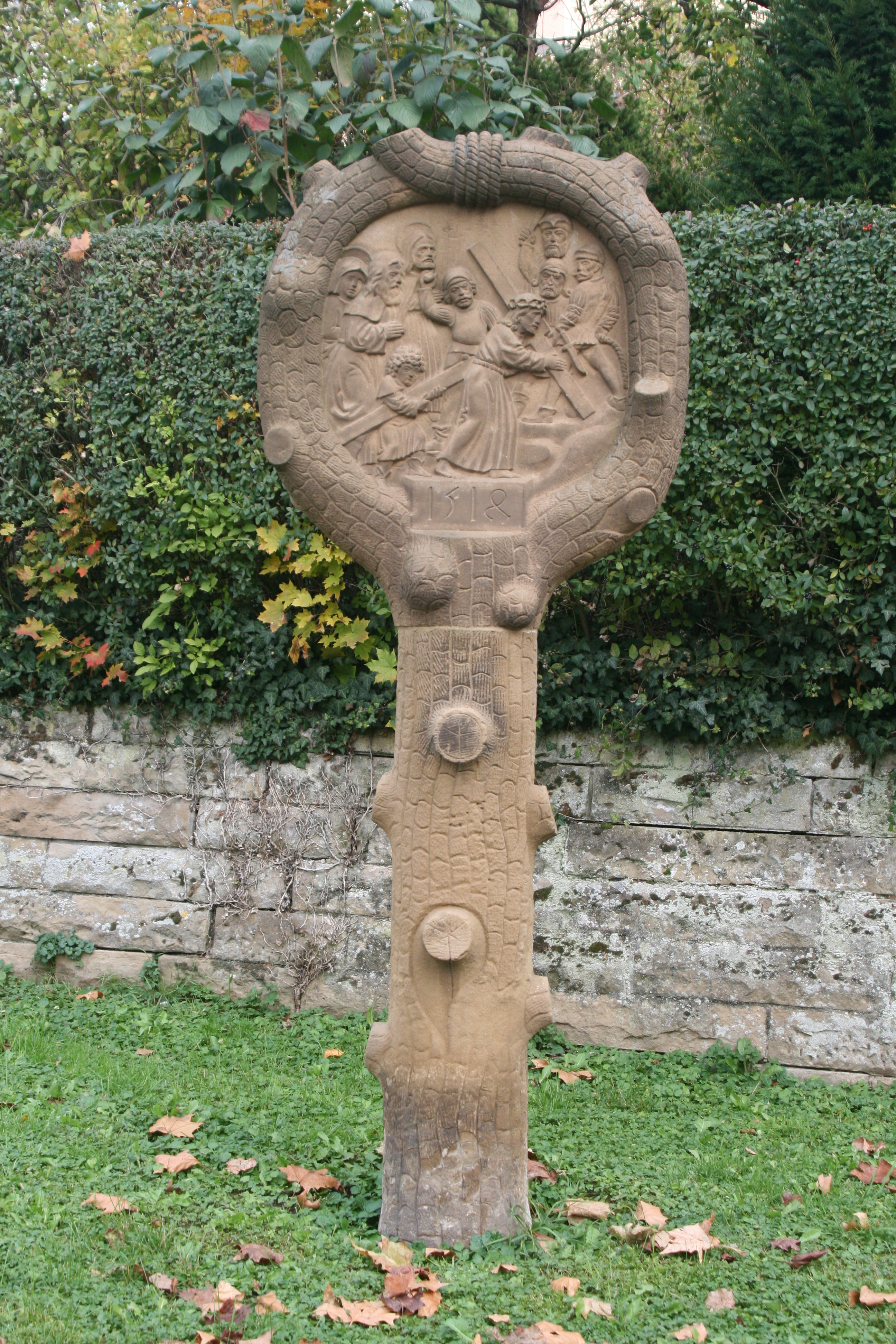
Kopie von 1957 in der Nähe des ursprünglichen Standorts

Der Bildstock an der Armsündersteige  ist eine große Sandsteinskulptur von 1514, die im Haus der Stadtgeschichte in Heilbronn ausgestellt ist.
Der Bildstock befand sich ursprünglich auf dem Weg zum Hochgericht am Beginn der „Armsünder- oder Galgensteige“ auf dem Heilbronner Galgenberg. Unter einem Relief mit dem kreuztragenden Jesus, der von Spöttern umgeben wird, ist die Jahreszahl 1514 in gotischer Schrift zu lesen. Der Schaft und Rand des Bildstocks sind in Form eines Baumes gearbeitet, der Aststummel aufweist und nach oben hin zwei zu einem Kreis zusammengebundene Äste, die das Relief mit der biblischen Szene umschließen. Das Bild „sollte die zum Galgen geführten Missetäter in der letzten Stunden ihres irdischen Lebens zur Aussöhnung mit Gott ermahnen, zu aufrichtiger Reue, durch die sie Gnade finden durften vor dem himmlischen Richter“.
In der Nähe des ursprünglichen Standorts an der Armsündersteige befindet sich heute eine Kopie des Bildstocks, die der Heilbronner Künstler Robert Grässle 1957 geschaffen hat.